# Węglin Południowy
Węglin Południowy – dzielnica administracyjna Lublina położona w południowej części miasta. Wraz z Węglinem Północnym tworzą większą jednostkę urbanistyczną – dzielnicę mieszkaniową Węglin.

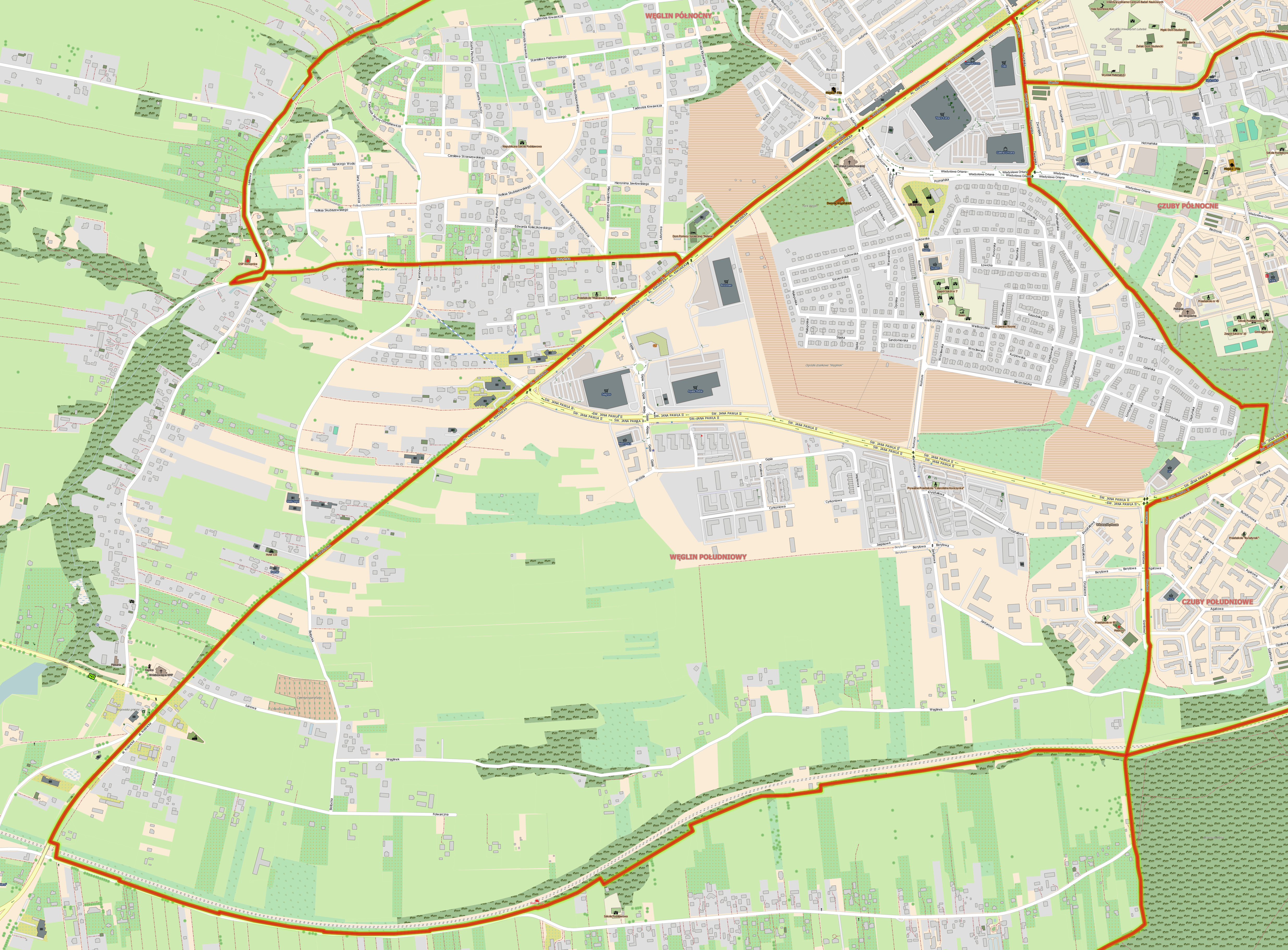
Plan dzielnicy

## Administracja
Granice administracyjne określa statut dzielnicy uchwalony 19 lutego 2009. Granice Węglina Południowego tworzą: od północy al. Kraśnicka, od wschodu wschodnia granica budownictwa domków jednorodzinnych, od południa tory PKP, a od zachodu – granice miasta.
Węglin Południowy ma powierzchnię 5,1 km². Według stanu na 28 lutego 2025 r. na pobyt stały na Węglinie Południowym było zameldowanych 14027 osób.